# La caída de los dioses
La caída de los dioses (La caduta degli dei) es una película de 1969, de coproducción entre Italia y Alemania Occidental, y dirigida por el italiano Luchino Visconti. La acción transcurre en la Alemania de la República de Weimar (1918-1933) y representa los desastrosos efectos del ascenso del nazismo en una familia aristocrática de industriales alemanes.
A menudo, La caída de los dioses ha sido considerada como la primera de las películas de Visconti descritas como su «trilogía alemana», junto con Muerte en Venecia (1971) y Ludwig (1972). En estas tres películas, Visconti analiza la evolución de Alemania desde mediados del siglo XIX hasta la llegada al poder del nazismo, a fin de brindarle al espectador una visión más amplia de la política y la cultura europeas.

## Trama
El título de la película alude a la ópera de Wagner El ocaso de los dioses (Götterdämmerung, en alemán); la película aborda temas tratados en dicha ópera, como el incesto, la homosexualidad, la pedofilia, la ambición desmedida de poder y la traición. Además, la película trata los temas de la prostitución y el travestismo, temas muy escandalosos para 1969, en plena revolución sexual.
La película se centra en los Von Essenbeck, una adinerada familia alemana dedicada a la industria de acero que comienza a hacer negocios con el Partido Nazi durante el Tercer Reich. En la noche del incendio del Reichstag, del 27 al 28 de febrero de 1933, el patriarca conservador de la familia, el barón Joachim von Essenbeck (quien representa a la vieja Alemania aristocrática y detesta a Hitler) es asesinado. Herbert Thalmann (Umberto Orsini), el vicepresidente de la compañía familiar, quien se opone abiertamente a los nazis, es culpado del crimen. Escapa de las garras de la Gestapo, pero no corren su misma suerte sus hijas ni su esposa, Elizabeth (Charlotte Rampling), que es pariente del viejo barón. Elizabeth morirá en el campo de concentración de Dachau, mientras sus hijas se salvarán a cambio de la entrega de su padre a la Gestapo.
El emporio familiar queda en poder de Konstantin (René Koldehoff), hijo del barón Joachim von Essenbeck y grosero oficial de las SA, hombre sin escrúpulos que resultará asesinado durante la «Noche de los cuchillos largos». Mientras tanto, quedan a su cargo su hijo Günther (Renaud Verley), un estudiante sensible y preocupado, y su sobrino Martin (Helmut Berger), quien siente atracción sexual por una de las pequeñas hijas de Herbert y Elizabeth y por una niña judía pobre. Martin es dominado por su madre posesiva, Sophie (Ingrid Thulin), la viuda del hijo mayor del barón Joachim von Essenbeck, un héroe fallecido en la Primera Guerra Mundial. Sophie, ayudada por su primo y hauptsturmführer de las SS Aschenbach (Helmut Griem), pretende que su amante Frederick Bruckmann (Dirk Bogarde) tome las riendas de la industria familiar. Aschenbach logra manipular a varios miembros de la familia Von Essenbeck con el fin de asegurar la financiación de los planes militares del Tercer Reich por los magnates de la industria del acero.

## Impacto
La película es una velada referencia a la familia alemana Krupp, cuya fábrica de acero tiene su sede en Essen, Alemania, algo no común para la época.
La interpretación de Martin (Helmut Berger) como drag queen (disfrazado de Marlene Dietrich en la película El ángel azul), durante la celebración del cumpleaños de su abuelo, se hizo célebre en el momento del estreno de la película y se ha convertido desde entonces en una escena icónica de la historia del cine. 

La película tiene escenas de violencia, de desnudo tanto masculino como femenino, escenas de sexo incestuoso y de abuso sexual infantil.
Fue candidata en 1970 al Oscar al mejor guion original. Helmut Berger fue nominado por el mejor papel masculino a los Globos de Oro. Ganó el premio National Board of Review en 1970 en la categoría mejor película extranjera, el premio National Society of Film Critics Awards en 1970 por mejor actriz otorgado a Ingrid Thulin, el Sant Jordi Awards de 1976 como mejor película extranjera, y obtuvo el segundo lugar en el New York Film Critics Circle Awards por mejor guion, y el tercer lugar como mejor director, mejor película y mejor actor de reparto por Helmut Berger.

## Reparto
- Dirk Bogarde: Frederick Bruckmann.
- Ingrid Thulin: Sophie von Essenbeck.
- Helmut Griem: Aschenbach.
- Helmut Berger: Martin von Essenbeck.
- Renaud Verley: Gunther von Essenbeck.
- Umberto Orsini: Herbert Thallman.
- Charlotte Rampling: Elisabeth Thallman.
- Reinhard Kolldehoff: Konstantin von Essenbeck.
- Albrecht Schoenhals: Joachim von Essenbeck.
- Florinda Bolkan: Olga.
- Nora Ricci: la institutriz.
- Irina Wanka: Lisa.
- Karin Mittendorf: Thilde Thallman.
- Valentina Ricci: Erika Thalman.
- Wolfgang Hillinger: Janek.